# حسين قدوري
حسين مهدي صالح قدوري هو فنان عراقي ولد في مدينة المسيب في محافظة بابل في العراق 1934.

## أعماله
- تخرج من معهدالفنون الجميلة قسم الموسيقى 1960
- 1967 أصبح رئيسا للفرقة الموسيقية في دار الإذاعة والتلفزيون ومنذ ذلك الحين بدء عمله في مجال التلحين لأغاني الأطفال
- 1967 شكل أول فرقة موسيقية للأطفال ومن خلالها قدم العديد من الأعمال الموسيقية والغنائية للأطفال

وبالتعاون مع قسم الأطفال.
- اتيحت له الفرصة للدارسة سنتين في اكادمية فرانس لست ومعهد العلوم الموسيقية التابع لأكاديمية العلوم المجرية في بودابست / هنغاريا
- 1973 - 1975 وبعدها عمل مدرسا ثم رئيسا لقسم الموسيقى في معهد الفنون الجميلة وبعدها رشح من قبل وزارة الثقافة دائرة الفنون المويسقية كمدير للمركز الدولي للدراسات الموسيقى التقليدية، إضافة إلى توليه مهام مدير معهد الدراسات الموسيقية، وعضوا للجنة الدراسات التاريخية للمجمع العربي للموسيقى وعضو اتحاد الفلكلوريين العرب – القاهرة ونائبا لرئيس اللجنة الوطنية العراقية للموسيقى.
- انتدب للعمل خبيرا وباحثا موسيقيا في مركز التراث الشعبي لدول الخليج العربية في قطر لمدة سنة، حيث قام بعمل مسح ميداني(لمعظم دول الخليج العربية) لجمع لعب وأغاني الأطفال الشعبية الخليجية،

## نتاجاته المقروءة
- كتاب لعب واغاني الأطفال الشعبية في العراق, يتكون من ثلاثة أجزاء
- كتاب غناء الأم العراقية لطفلها
- كتاب التعليم في الكتاتيب العراقية
- كتاب الموسوعة الموسيقية
- كتاب التربية الموسيقية للأطفال
- سبع كراريس في التربية والثقافة الموسيقية للطفل
- قدم الكثير من البحوث في الدراسات الموسيقية للطفل في داخل وخارج العراق.
- مارس العزف على آلة الجلو في العديد من الفرق الموسيقية في مقدمتها:
- الفرقة السمفونية الوطنية العراقية
- فرقة خماسي الفنون الجميلة.
- لحن أكثر من الف أغنية للطفل حيث اشتركت هذه الأغاني في الكثير من المسرحيات ومسلسلات الرسوم المتحركة الكارتون والبرامج التلفزيونية والمهرجانات التي تخص الطفل.
- قدم خمس مؤلفات موسيقية عزفتها الفرقة السمفونية الوطنية داخل وخارج العراق.

## أهم الجوائز والأوسمة والشهادات التقديرية
- جائزة الأبداع لعامي 1997 - 1999 بغداد
- جائزة أفضل أغنية للطفل بغداد، دمشق، الخرطوم، الأردن، لايبزك ;ألمانيا
- وسام ممبر موسيقى وأغاني الأطفال – للمجمع العربي للموسيقى – جامعة الدول العربية.
- وسام اللجنة الوطنية الموسيقية العراقية.
- درع الثقافة ثلاث مرات على التوالي من قبل وزارة الثقافة الأردنية ووزارة الثقافة اليمنية.

## وفاته
توفي الفنان حسين قدوري في 29 يناير 2005 عن عمر ناهز الـ 70 عام.

## وصلات خارجية
- المجمع العربي الموسيقي.